# Фридрих Людвиг Мекленбург-Шверинский
Фридрих Людвиг Мекленбургский (нем. Friedrich Ludwig zu Mecklenburg; 13 июня 1778, Людвигслюст — 29 ноября 1819, Людвигслюст) — наследный принц Мекленбург-Шверинский, сын великого герцога Фридриха Франца I (1756—1837) и принцессы Луизы Саксен-Готской (1756—1808), супруг великой княжны Елены Павловны, дочери императора Павла I.

## Биография
Фридрих Людвиг родился 13 июня 1778 года в семье герцога, позднее великого герцога Фридриха Франца I (1756—1837) и принцессы Луизы Саксен-Готской (1756—1808).
Фридрих Людвиг занимал пост президента Палаты и коллегии лесничества. Когда французские войска оккупировали Мекленбург, великий герцог с семьей были изгнаны из страны и проживали в Гамбурге. Затем он приехал в Петербург, чтобы просить помощи в освобождении Мекленбурга от иностранного господства у императора Александра I. Александр I поддержал своих немецких родственников. В июне 1807 года герцогство было освобождено от французской оккупации. Фридрих Людвиг после присоединения герцогства к Рейнскому союзу. Прекрасно владея французским языком, он успешно выполнял дипломатические функции в Париже.
Фридрих Людвиг скончался 19 ноября 1819 года, не дожив до сорока двух лет. Вступить на герцогский престол ему было не суждено. Великий герцог Фридрих Франц объявил наследником престола своего старшего внука принца Пауля Фридриха. Фидрих Людвиг был похоронен в мавзолее Елены Павловны.

## Браки и дети
12 (23) октября 1799 года в Гатчине с большим блеском была отпразднована свадьба Фридриха Людвига и великой княжны Елены Павловны, второй дочери императора Павла I и Марии Федоровны. В преддверии свадьбы, 20 февраля 1799 года, Фридрих Людвиг получил орден Св. Андрея Первозванного. Русскую принцессу искренне любили в Мекленбурге. Ранняя кончина жены в 1803 году была сильным ударом для принца. Супруги имели двух детей:
- Пауль Фридрих (1800—1842) — супруг принцессы Александрины Прусской (1803—1892);
- Мария (1803—1862) — с 1825 года супруга принца Георга Саксен-Альтенбургского.

В 1808 году в Висмаре у Фридриха Людвига родился внебрачный сын с Луизой Шарлоттой Аренс, получивший имя Фридрих Карл Эдуард Плюшов по имени летней резиденции мекленбургских герцогов, дворцу Плюшов.
1 июля 1810 года в Веймаре принц вновь женился на принцессе Каролине Луизе Саксен-Веймар-Эйзенахской (1786—1816), дочери великого герцога Карла-Августа Саксен-Веймарского. В некотором роде принц опять породнился с семьей Романовых, поскольку старший брат Каролины, наследный принц Карл Фридрих (1783—1853), был женат на великой княжне Марии Павловне, младшей сестре первой жены. В новом браке, который продлился всего пять лет, родилось трое детей:
- Альберт (1812—1834);
- Елена (1814—1858) — с 1837 года супруга Фердинанда Филиппа Орлеанского (1810—1842), сына короля Франции Луи Филиппа;
- Магнус (1815—1816).

3 апреля 1818 года в Гомбурге женился в третий раз на принцессе Августе Гессен-Гомбургской (1776—1871), дочери ландграфа Фридриха V Гессен-Гомбургского. Брак бездетен.